# Appuntato
Appuntato in Italia è un grado militare dell'Arma dei Carabinieri e della Guardia di Finanza.
Il grado è in vigore anche nell'Esercito svizzero.

## Italia
L'appuntato è il terzo grado  dell'Arma dei carabinieri e della Guardia di finanza sotto l'appuntato scelto e sopra il carabiniere scelto o finanziere scelto (a seconda del corpo di appartenenza). Accede al grado il carabiniere scelto o finanziere scelto che abbia maturato cinque anni di permanenza nel grado senza demerito. L'appuntato riveste la qualifica di agente di polizia giudiziaria; quello della Guardia di finanza riveste altresì quello di agente polizia tributaria. Sia l'appuntato dei carabinieri che quello della guardia di finanza rivestono le qualifiche di agente di pubblica sicurezza e pubblico ufficiale.
Nel Regno di Sardegna fino al 1854 la denominazione del grado era sottocaporale.
Il distintivo di grado dell'appuntato consiste in un gallone rosso con due baffi, o galloncini.

Distintivo di grado per controspallina di appuntato dell'Arma dei Carabinieri
Fregio da cappello rigido utilizzato dagli appartenenti al ruolo appuntati e carabinieri
Distintivo di grado per controspallina di appuntato della Guardia di Finanza
Fregio da cappello rigido utilizzato dagli appartenenti al ruolo appuntati e finanzieri

Fino al 1992 il grado di appuntato era in uso anche nel disciolto Corpo degli agenti di custodia (ora Corpo di Polizia Penitenziaria), e fino al 1981 era in uso nel Corpo delle Guardie di Pubblica Sicurezza (ora Polizia di Stato) e nel Corpo Forestale dello Stato. Attualmente i due corpi civili usano la corrispondente qualifica di assistente, mentre il Corpo Forestale dello Stato (ora Comando unità per la tutela forestale, ambientale e agroalimentare) riutilizza tale grado dopo l'assorbimento da parte dell'Arma dei Carabinieri, ovvero dal 25 ottobre 2016.
Il grado di appuntato nell'Arma dei Carabinieri è equivalente al codice di grado NATO OR-4. e nelle altre forze armate italiane è corrispondente al graduato capo dell'Esercito Italiano, al sottocapo di prima classe della Marina Militare e al primo aviere capo dell'Aeronautica Militare.

## Svizzera
(IT) : appuntato, (FR) : appointé, (DE) : Gefreiter

distintivo di appuntato dell'esercito svizzero

Nell'esercito svizzero l'appuntato è omologo nell'Esercito Italiano al caporale, equivalente al codice di grado NATO OR-2. ed è superiore al grado di soldato e inferiore al grado di appuntato capo.